# Лёквож
Лёквож, Лекваж — река в России, протекает в Кудымкарском и Юсьвинском районах Пермского края. Устье реки находится в 51 км по левому берегу реки Исыл. Длина реки составляет 19 км.
Исток реки в Кудымкарском районе на восточных склонах горы Западная Эрна (248 НУМ, Верхнекамская возвышенность). Река течёт на юго-восток и юг, вскоре после истока перетекает в Юсьвинский район. Течёт по ненаселённой, лесистой, всхолмлённой местности. Приток — Доршор (левый). Впадает в Исыл ниже нежилой деревни Лёквож.

## Данные водного реестра
По данным государственного водного реестра России относится к Камскому бассейновому округу, водохозяйственный участок реки — Кама от города Березники до Камского гидроузла, без реки Косьва (от истока до Широковского гидроузла), Чусовая и Сылва, речной подбассейн реки — бассейны притоков Камы до впадения Белой. Речной бассейн реки — Кама.
По данным геоинформационной системы водохозяйственного районирования территории РФ, подготовленной Федеральным агентством водных ресурсов:
- Код водного объекта в государственном водном реестре — 10010100912111100008359
- Код по гидрологической изученности (ГИ) — 111100835
- Код бассейна — 10.01.01.009
- Номер тома по ГИ — 11
- Выпуск по ГИ — 1